# Lac La Biche (hameau)
Lac La Biche est administrativement un hameau de la province de l'Alberta, au Canada. Il est situé dans le comté de Lac La Biche, sur les rives du Lac la Biche, à environ 220 kilomètres au Nord-Est d'Edmonton, capitale de la province. Comme plusieurs des villes et communautés du Nord-Est et du Nord-Ouest de l'Alberta, Lac La Biche fait partie des villes de l'Alberta ayant une forte concentration de Franco-Albertains (plus de 10 % de Canadiens-français francophones).

## Histoire
En 1787, la région de Lac La Biche est baptisée du nom Lac des Esclaves, d'après le nom que les Cris donnent aux habitants de la région. L'explorateur écossais David Thompson construit un poste de traite sur la rive sud du Lac-la-Biche en 1798.
Les premiers missionnaires français visitent cette région à partir de 1844. Le révérend-Père René Rémas s'installe sur le site le 5 octobre 1853. 
En 1855, les pères Augustin Maisonneuve et Jean Tissot sont envoyés sur place, afin de déménager la mission de l'Île-à-la-Crosse et l'implanter sur place, afin qu'elle devienne le point de départ des missions vers le Nord et un point de ravitaillement,.
Le village de Lac La Biche a été victime d'un grand feu de forêt en 1919. Des données récentes suggèrent que l'incendie faisait probablement partie d'un vaste incendie qui couvrit environ 7,5 millions d'acres (environ 3 millions d'hectares ou 30.350 km²) et s'étendait de Boyle à Prince Albert, en Saskatchewan. La cause de l'incendie est inconnue. Après son passage à Lac La Biche le lundi après-midi du 19 mai 1919, le village fut complètement rasé à l'exception de quelques bâtiments.

## Personnalités
René Bourque : joueur de hockey sur glace.